# Прюм (аббатство)
Императорское аббатство Прюм — бывшее бенедиктинское аббатство в поселении Прюм (нем. Prüm) древней Лотарингии (лат. Regnum Lotharii, regnum Lothariense, Lotharingia, French: Lorraine, German: Lothringen), основанное монахами — согласно Анналов королевства франков, — 23 июня 720 года на земле Эхтернах, франкской вдовой Бертрадой Прюмской (676—740 г.ж.) и её сыном Харибертом, который был графом города Лан. Первым аббатом был Англоардус (лат. Angloardus). В настоящее время аббатство Прюм находится в епархии Трир (Айфель, Германия).

## Список аббатов
- Angloardus 720—762 гг.
- Assuerus 762—804 гг.
- Tankrad 804—829 гг.
- Markward de Bouillon 829—853 гг.
- Eigil 853—860 гг.
- Ansbald de Prüm 860—886 гг.
- Farabert I 886—892 гг.
- Regino de Prüm 892—899 гг.
- Richard de Hennegau 899—921 гг.
- Ruotfried 921—935 гг.
- Farabert II of St Paul 935—947 гг.
- Ingelram de Limburg 947—976 гг.
- Eberhard de Salm 976—986 гг.
- Childerich 986—993 гг.
- Stephan de Saffenberg 993—1001 гг.
- Udo de Namur 1001-03 гг.
- Immo de Sponheim 1003-06 гг.
- Urold de Thaun (Daun) 1006-18 гг.
- Hilderad de Burgúndia 1018-26 гг.
- Ruprecht d’Arberg 1026-68 гг.
- Rizo de Jülich 1068-77 гг.
- Wolfram de Bettingen 1077—1103 гг.
- Poppo de Beaumont 1103-19 гг.
- Lantfried de Hesse 1119-31 гг.
- Adalbero 1131-36 гг.
- Godfrey I de Hochstaden 1136-55 гг.
- Rother de Malberg 1155-70 гг.
- Robert I de Cleves 1170-74 гг.
- Gregor I de Geldern 1174-84 гг.
- Gerhard de Vianden 1184—1212 гг.
- Cæsarius de Milendonk 1212-16 гг.
- Kuno de Ahr 1216-20 гг.
- FrederickI de Fels 1220-45 гг.
- Godfrey II de Blankenheim 1245-74 гг.
- Walter de Blankenheim 1274—1322 гг.
- Henry I de Schönecken 1322-42 гг.
- Diether de Katzenelnbogen 1342-50 гг.
- John I Zandt de Merk 1350-54 гг.
- Dietrich de Kerpen 1354-97 гг.
- Frederick II de Schleiden 1397—1427 гг.
- Henry II de Are-Hirstorff 1427-33 гг.
- John II de Esche 1433-76 гг.
- Robert II de Virneburg 1476—1513 гг.
- Gregor II de Homburg 1513 г.
- William de Manderscheid-Kayl 1513-46 гг.
- Christopher de Manderscheid-Kayl 1546-76 гг.
- С 1576 года избирались лишь администраторы аббатства

## Фотогалерея

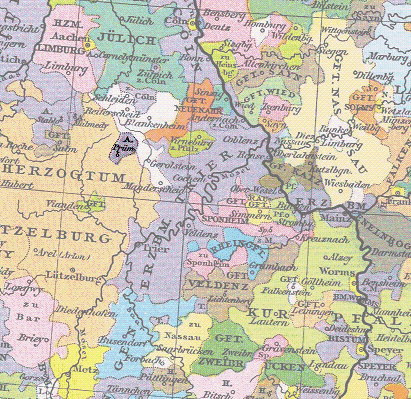
Императорское аббатство Прюм в пределах части Священной Римской империи (1400 год).
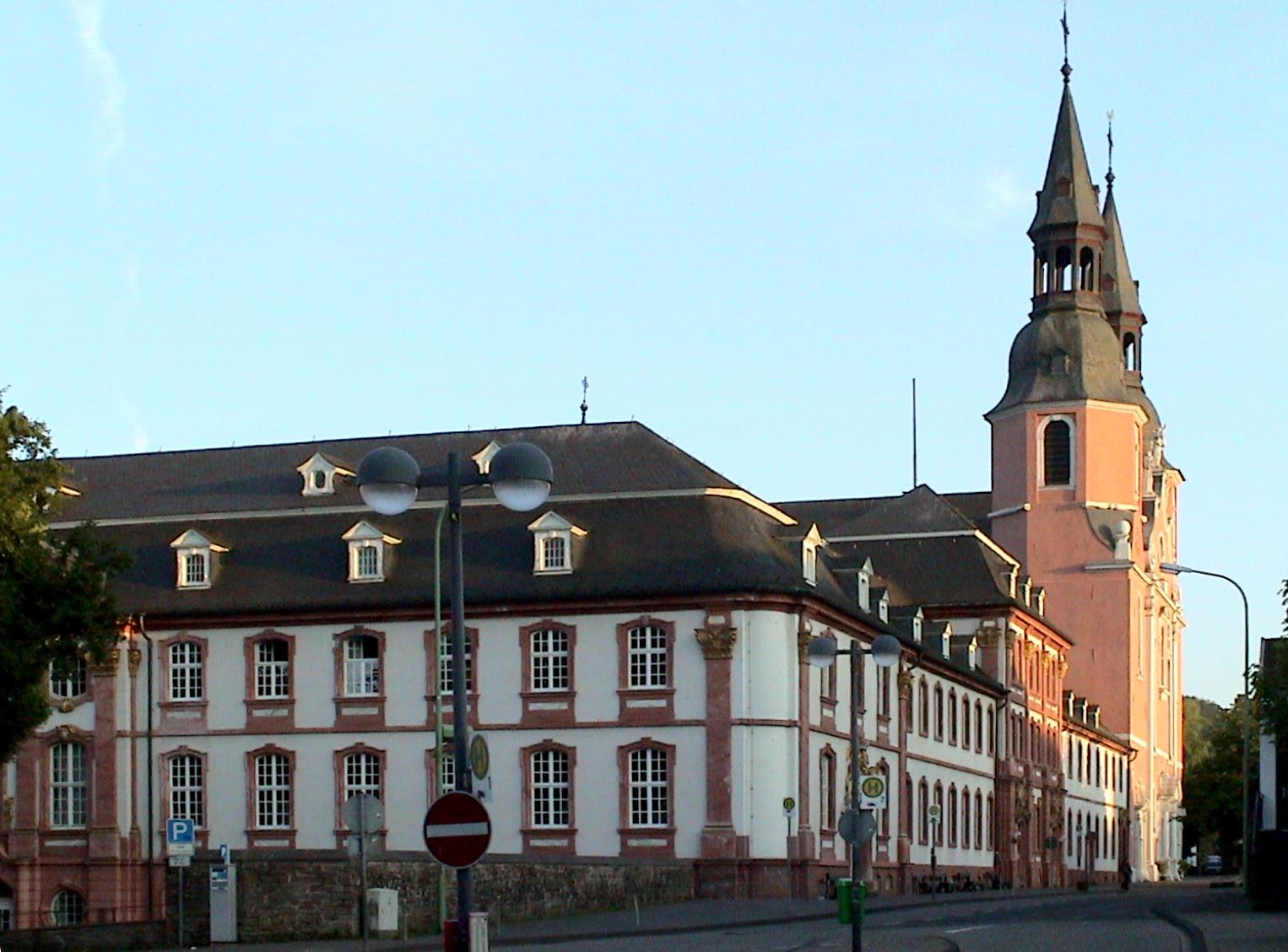
Вид на аббатство Прюм и церковь Сен-Совер.
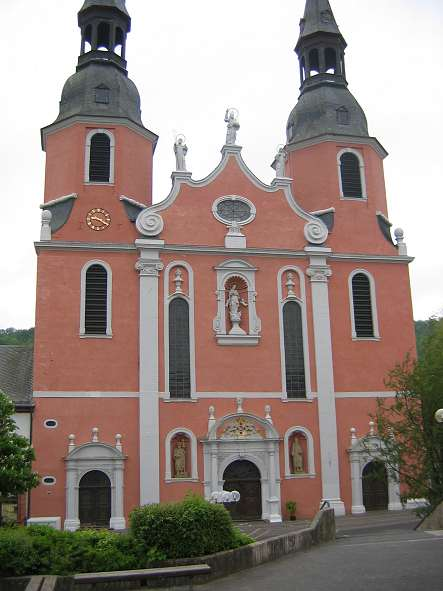
Церковь Святого Спаса аббатство Прюм.
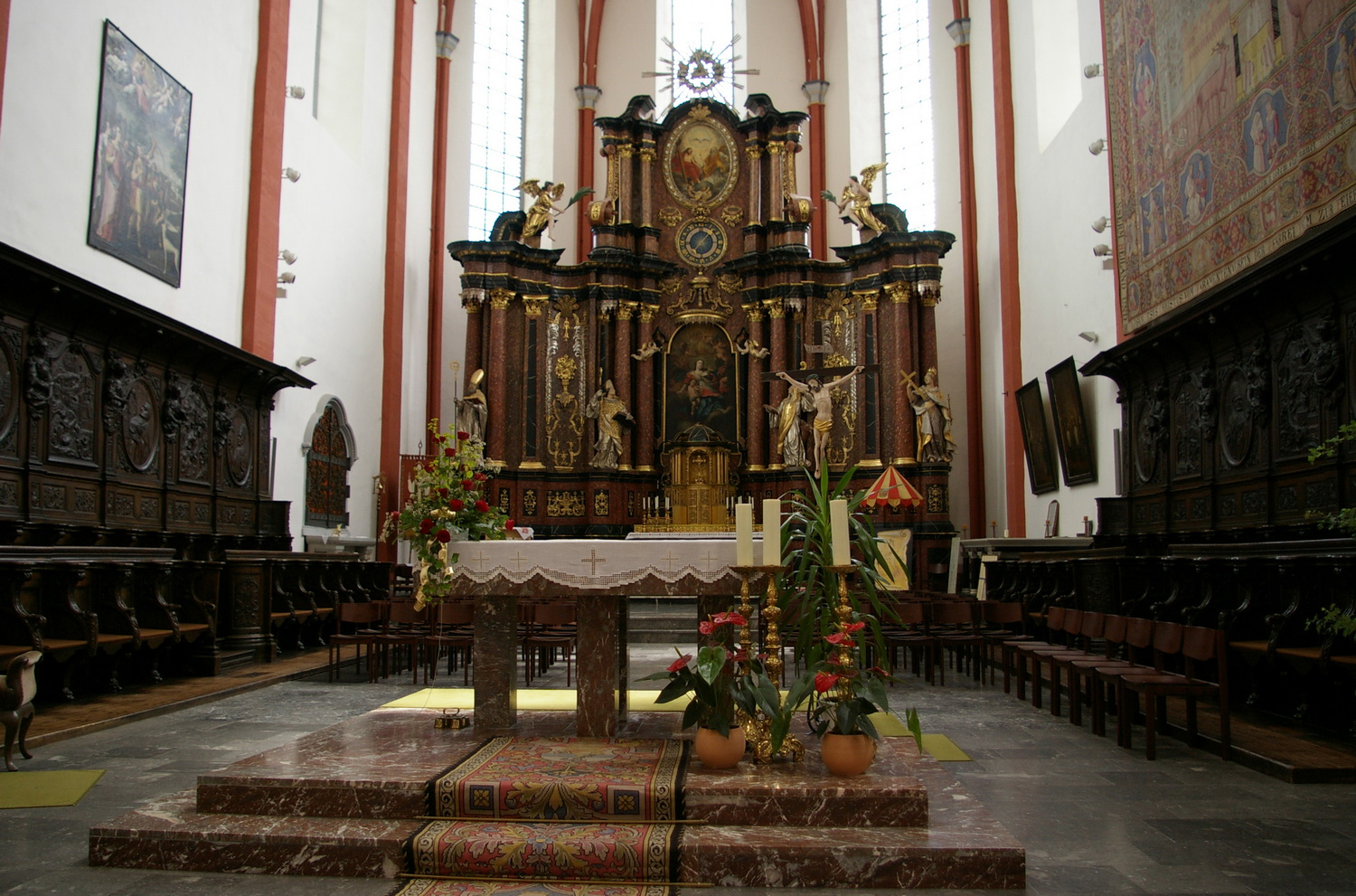
Алтарь
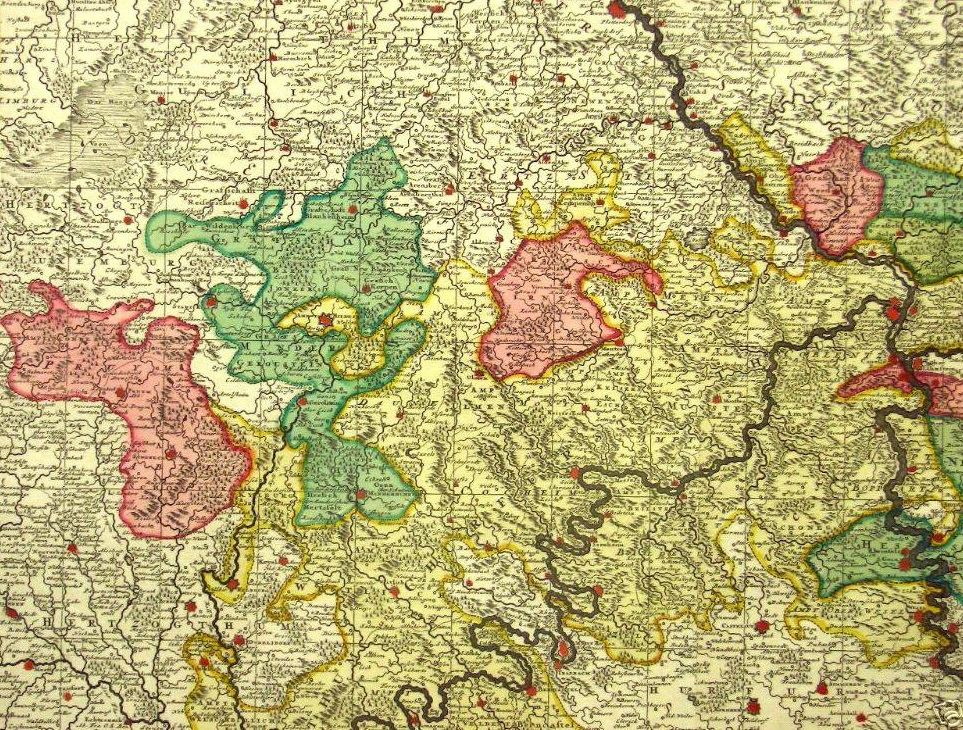
Аббатство и областные территории (1700 год).
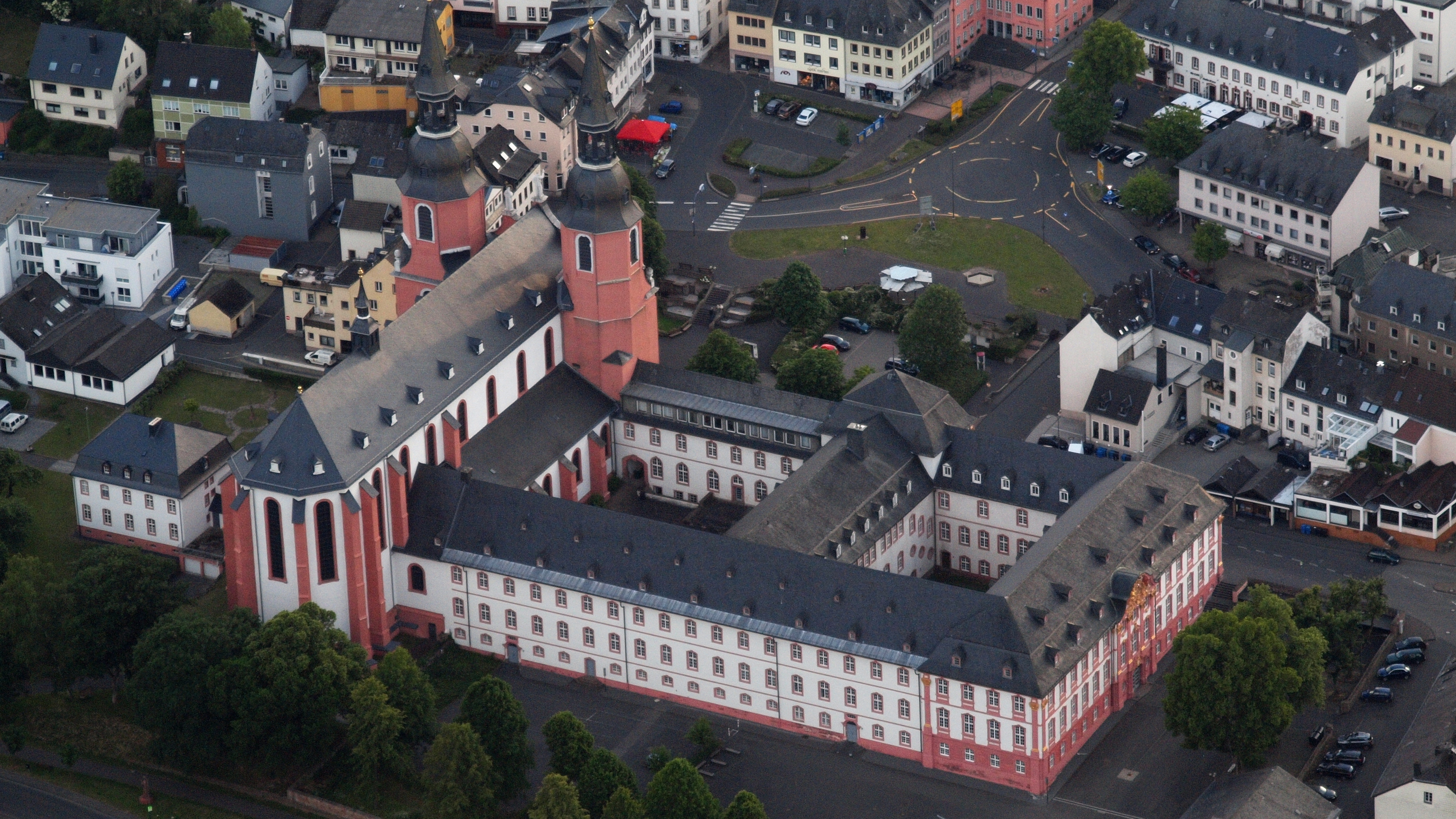
Аббатство с высоты птичьего полёта
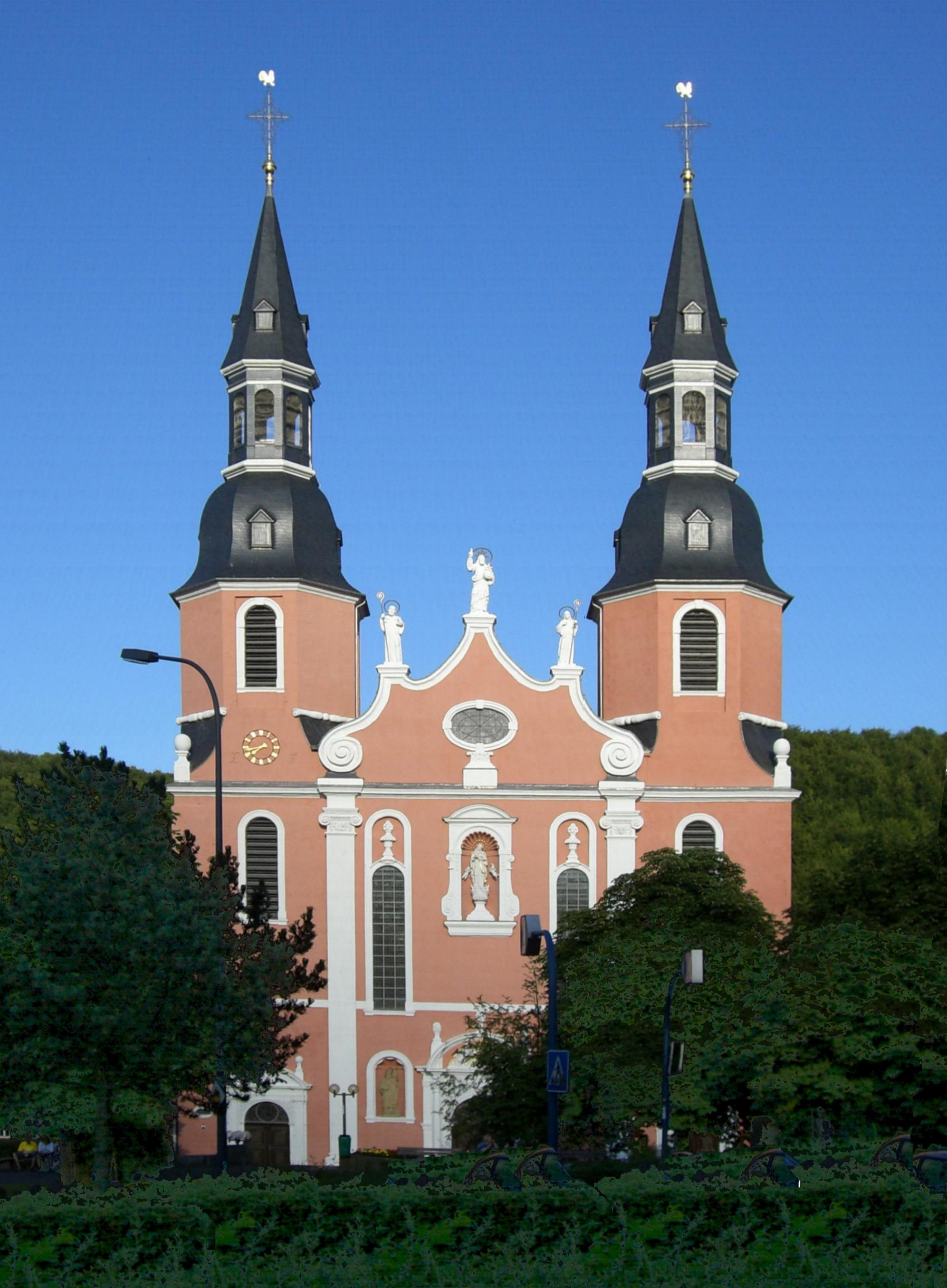
Базилика XVIII века
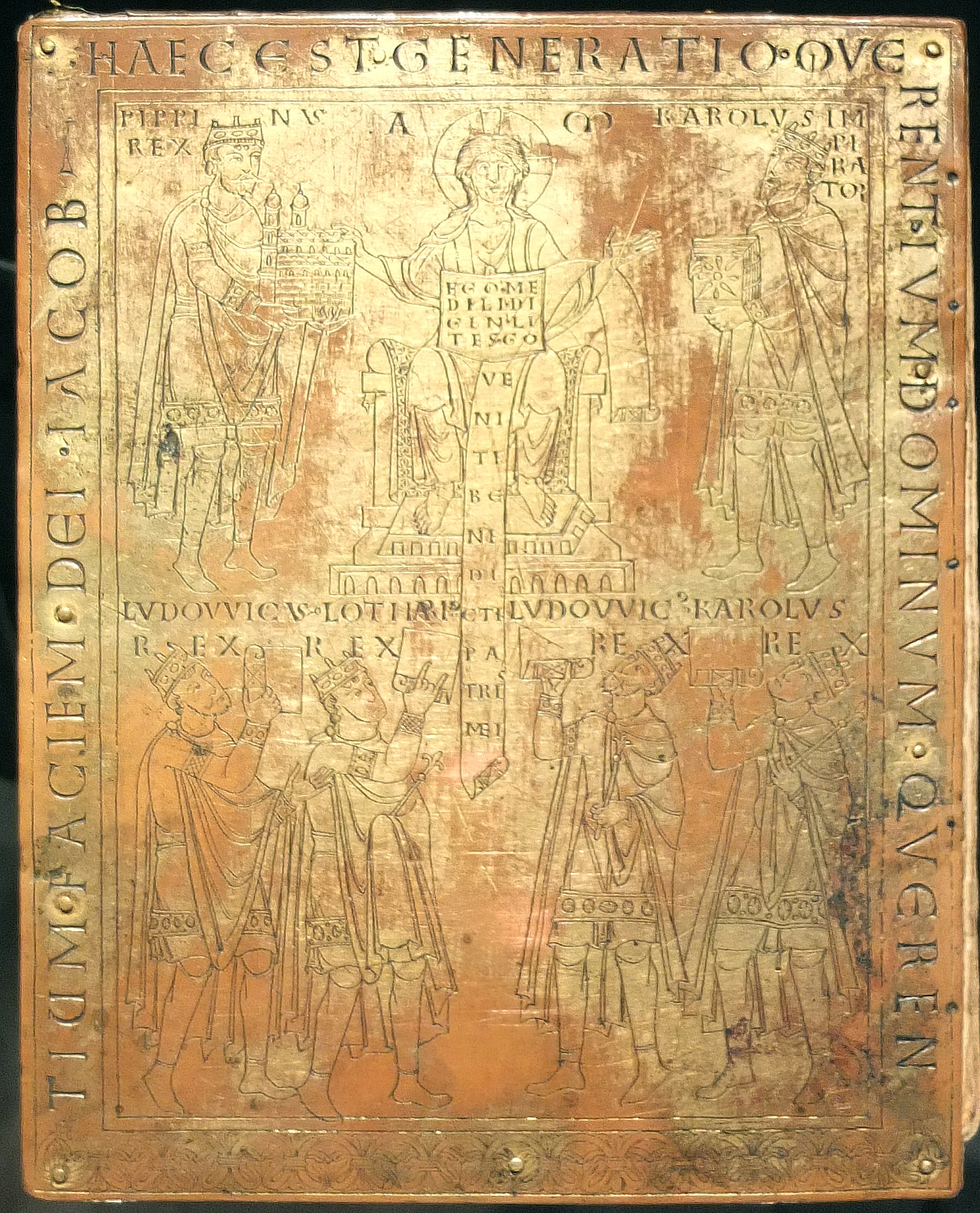
Позолоченное собрание документов Каролингов X-XII веков.